# Lonicera biflora
La Lonicera biflora,  es una especie de arbusto perteneciente a la familia Caprifoliaceae.

## Características
Es un arbusto trepador de 2-5 m de longitud. Tallos volubles, fistulosos, ramas de corteza papirácea, glabra, grisácea y con lenticelas escasas. Hojas (15)20-50(76) x (5)15-30(56) mm, opuestas, caedizas, enteras, herbáceas, pecioladas; limbo ovado o elíptico, agudo o rara vez obtuso, de base truncada o atenuada, pinnatinervio, discoloro, con haz verde obscuro, glabra o esparcidamente pelosa, y envés blanquecino, velutino; pecíolo (3)4-7(15) mm. Flores geminadas, en las axilas foliares de los extremos de las ramas, zigomorfas, cada pareja sobre pedúnculos de (3,7)4,1-5,8(8,7) mm; brácteas triangulares, tomentosas; bractéolas anchamente triangulares o lobuladas.  Corola (22)24-28(34) mm, bilabiada, al principio blanca, blanco-amarillenta o de un blanco rosado, después amarillenta o amarillo-blanquecina; tubo (12)16-22(25) mm, con la base regular, retrorso-hirsuto y con glándulas dispersas en el exterior, viloso por el interior; labio inferior con lóbulos externamente retrorso-hirsutos, con pelos escasos en la cara interna, el superior con lóbulos que alcanzan c. 1/3 de su longitud, peloso en el exterior e interior.  Baya (4,8)5,5-6,1(6,3) mm, globosa, azulada, pruinosa, con 3(4) semillas de (3,1)3,8-4,5(4,7) x (2,5)2,7-3,1(3,7) mm, ovoides, con superficie cerebroide, pardo-amarillentas. Tiene un número de cromosomas de 2n = 18*.

## Distribución y hábitat
Se encuentra en bosques ribereños mediterráneos y sus orlas arbustivas, en áreas cercanas a la costa; a una altitud de 0-200 metros S y E de España, y Norte de África; naturalizada en Sicilia.

## Taxonomía
Lonicera biflora fue descrita por Desf. y publicado en Fl. Atlant. 1: 184 (1798)
Etimología
Lonicera: nombre genérico otorgado en honor de Adam Lonitzer (1528-1586), un médico  y botánico alemán, notable por su revisada versión de 1557 del herbario del famoso Eucharius Rösslin (1470 – 1526)
biflora: epíteto latino que significa "de dos flores".
Sinonimia
- Caprifolium biflorum Kuntze
- Nintooa canescens Webb[4]
- Lonicera canescens Schousb.
- Lonicera cirerae Sennen[5]

## Nombre común
- Castellano: madreselva[5]